# Juan José Guzmán

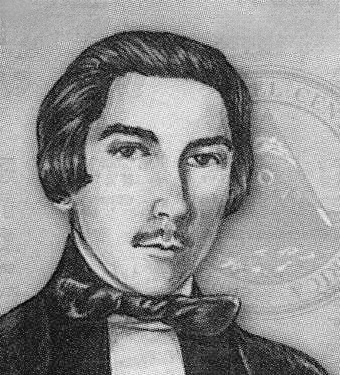
Juan José Guzmán

Juan José Guzmán (* Juli 1797 in San Carlos im Distrito de Gotera (San Francisco Gotera, heute Morazán), damals La Unión; † 19. Oktober 1847 in San Vicente) war vom 12. April 1842 bis zum 1. Februar 1844 Präsident von El Salvador.
Anlässlich seines Amtsantrittes am 26. September 1842 fanden Wahlen statt, vorher regierte er geschäftsführend.

## Leben
Er war ein Militär und gehörte der Partido Conservador an. Juan José Guzmán gehörte zu den Präsidenten, welche zu den Marionetten von Francisco Malespín, welcher im Hintergrund die Geschicke der Partido Conservador lenkte, gezählt werden. Am 12. April 1842 übergab ihm José Escolastico Marín die Präsidentschaft. José Escolástico Marín hatte das Amt von Dionisio Villacorta übertragen bekommen. Diesem Dionisio Villacorta übergab Juan José Guzmán das Amt am 30. Juni 1842, um gewählt zu werden. Bei einem Congreso Nacional wurde am 27. Januar 1842 zu Wahlen in El Salvador aufgerufen. Bei den ersten direkten Präsidentschaftswahlen erhielt kein Kandidat eine absolute Mehrheit, deshalb wurde Coronel Antonio José Cañas zum Präsidenten erklärt. Dieser nahm sein Amt jedoch nicht an, so bekam es Juan José Guzmán.

## 1842 Confederación de Centroamérica
Während seiner Regierungszeit kehrte José Francisco Morazán Quezada von der Partido Liberal aus dem Exil zurück. Morazán wurde in Costa Rica Präsident. Juan José Guzmán brach daraufhin die diplomatischen Beziehungen zu Costa Rica ab und bildete 1842 mit den Regierungen der Partido Conservador Francisco Ferrera in Honduras und Pablo Sánchez de Buitrago y Benavente in Nicaragua die Confederación de Centroamérica.
Nach seiner Präsidentschaft lebte Juan José Guzmán in San Vicente, wo er ermordet wurde.